# Kerria chamberlini
Kerria chamberlini (лат.) — вид полужесткокрылых насекомых-кокцид рода Kerria из семейства лаковых червецов Kerriidae.

## Распространение
Южная и Юго-Восточная Азия: Бутан, Китай, Индия, Мьянма, Непал, Таиланд.

## Описание
Мелкие лаковые червецы (длина около 2 мм). Длина брахия почти равна или меньше длины супраанальной пластинки. Полоски канеллярных пор под передними дыхальцами отсутствуют. Анальный бугорок (супраанальная пластинка) удлиненный, заметно длиннее ширины. Питаются соками растений.